# Pontormo
Jacopo da Pontormo, pravog imena Jacopo Carrucci (Pontorme, kraj Empolija, 24. svibnja 1494. – Firenca, 2. siječnja 1557.) bio je talijanski slikar i istaknuti predstavnik ranoga manirizma. Jedan od inicijatora talijanskog realističnog portreta i smionih, nekonvencionalnih kompozicija osebujna kolorita svjetlijih tonova.

## Život
Giorgio Vasari pripovijeda kako je Jacopo Carucci rođen u Pontormeu, u blizini Empolija, te da je bio „melankoličan i usamljen kao mladi šegrt Bernarda Vettorija koji ga je poslao da ostane kod Leonarda da Vincija, a zatim kod Mariota Albertinellija, Piera di Cosima, i konačno, 1512. godine kod Andrea del Sarta”. Ni kod kojeg pokrovitelja nije ostao dugo, te Vasari navodi kako ne zna iz kojega razloga.
Pontormo je slikao u Firenci i oko nje, a često su mu pokrovitelji bili obitelj Medici. Za njih je freskama ukrasio salon seoske vile Medici u Poggio a Caiano (1519. – 20.), 17 km od Firenze, slikama u pastoralnom žanrovskom stilu, vrlo neuobičajene za firentinske slikare. Godine 1522., kada je kuga izbila u Firenci, Pontormo je otišao u Certosa di Galluzzo, zatvoren kartuzijanski samostan u kojem su redovnici slijedili strogi zavjete šutnje. Tamo je naslikao niz freski o patnji i uskrsnuću Krista, sada već prilično oštećenih.
Oštećena su mnoga Pontormova djela, uključujući lunete za klaustar u kartuzijanskom samostanu Galluzo. Sada su izloženi u zatvorenom, iako u oštećenom stanju.
Možda je najtragičniji gubitak nedovršenih freski za kor bazilike sv. Lovre u Firenci koji je slikao posljednje desetljeće svoga života. Njegove su freske prikazale Sudnji dan sastavljen od neupadljivog mora uvijajućih figura. Preostali crteži, koji prikazuju bizarne i mistične vrpce tijela, imali su gotovo halucinacijski učinak.

## Djela
Posjet Rimu, većim dijelom kako bi vidio Michelangelova djela, utjecao je na njegov kasniji stil. U ranijim radovima Pontormo je bio stilski mnogo bliži svom učitelju, Andreu del Sartu, te umjetničkim načelima renesansne ranog šesnaestog stoljeća. Na primjer, figure bi mu često stajale tek malo niže od sredine cjelokupne slike i bile su smještene u klasičnu arhitekturu na udobnoj udaljenosti od gledatelja. U kasnijim radovima Pontormo gledatelja dovodi gotovo neugodno blizu glavnih zbijenih likova koji lebde u oblacima draperija. To se ponajbolje može vidjeti ako usporedimo njegove dvije slike s istom tematikom, Vizitacija, jedne iz ranog i druge kasnog razdoblja, koje su prikazane desno.
Najpoznatija djela su mu ciklus fresaka Muke Kristove i oltarne slike: Prenošenje Krista, te Vizitacija.
Sliku Prenošenje Krista naslikao je za oltar crkve sv. Felicije u Firenci od 1525. – 1528. god. Na izrazito koloristički jakoj slici Krist je u sivim tonovima čime se naglašava njegova nedavna smrt. Michelangelov utjecaj je očit u kiparskom oblikovanju Kristova tijela i osobe desno s istaknutim naborima na draperiji, ali svjetlosni efekti plave i ružičaste, te nestvarni prostor u kojemu se nalaze likovi su potpuno novi. U pojačanom su kontrastu tamni okoliš atmosfere s intenzivnim bojama odjeće likova, čime su trodimenzionalno izdvojeni likovi koji nose Krista, a ostvarena je atmosfera panike i nemira.

### Rana djela (do 1521.)
| Slika                                                                                     | Datum         | Mjesto                                      | Poveznica                                                                  |
| ----------------------------------------------------------------------------------------- | ------------- | ------------------------------------------- | -------------------------------------------------------------------------- |
| Leda s labudom (nesigurna atribucija)                                                     | 1512. – 1513. | Uffizi, Firenca                             |                                                                            |
| Sveti razgovor                                                                            | 1514.         | Kapela sv. Luke, Santa Annunziata, Firenca. |                                                                            |
| Epizoda bolničkog života                                                                  | 1514.         | Akademija, Firenca                          |                                                                            |
| Veronica i slika                                                                          | 1515          | Kapela Medici, Santa Maria Novella, Firenca |                                                                            |
| Vizitacija                                                                                | 1514. – 1516. | Santa Annunziata, Florence                  | Arhivirana inačica izvorne stranice od 5. veljače 2009. (Wayback Machine)  |
| Dama s korpom(možda djelo Andrea del Sarto)                                               | 1516. – 1517. | Uffizi, Firenca                             |                                                                            |
| Slike za bračnu sobu Piera Francesca Borgherinija. (druge dvje djelo Francesco Bachiacca) |               |                                             |                                                                            |
| Josip se otkriva braći                                                                    | 1516. – 1517. | Nacionalna galerija, London                 |                                                                            |
| Josipa prodaju Potifaru                                                                   | 1516. – 1517. | Nacionalna galerija, London                 |                                                                            |
| Josipova braća mole za pomoć                                                              | 1515.         | Nacionalna galerija, London                 |                                                                            |
| Faraon s peharnikom i pekarom                                                             | 1516. – 1517. | Nacionalna galerija, London                 |                                                                            |
| Josip u Egiptu (en)                                                                       | 1517. – 1518. | Nacionalna galerija, London                 |                                                                            |
| *Sv. Quentin (također atribuirana Giovanni Maria Pichiju)                                 | 1517.         | Pinacoteca comunale, Sansepolcro            |                                                                            |
| Portret Furriera                                                                          | 1517. – 1518. | Louvre, Pariz                               |                                                                            |
| Madona s Djetetom i svecima                                                               | 1518.         | San Michele Visdomini, Firenca              |                                                                            |
| Portret glazbenika                                                                        | 1518. – 1519. | Uffizi, Firenca                             |                                                                            |
| St Anthony Abbott                                                                         | 1518. – 1519. | Uffizi, Firenca                             | Arhivirana inačica izvorne stranice od 7. prosinca 2005. (Wayback Machine) |
| Portret Cosima starijeg                                                                   | 1518. – 1519. | Uffizi, Firenca                             |                                                                            |
| Ivan evanđelist i arkanđeo Gabrijel                                                       | 1519.         | Crkva S. Michele, Empoli                    |                                                                            |
| Poklonstvo kraljeva                                                                       | 1519. – 1521. | Pitti, Firenca                              |                                                                            |
| Vertimije i Pomona (en)                                                                   | 1519. – 1521. | Villa Medici, Poggio a Caiano               |                                                                            |
| Studija ljudske glave (crtež)                                                             |               | Metropolitan, New York                      |                                                                            |

### Zreli radovi (1522. – 1530.)
| Slika                                                                     | Datum          | Mjesto                                      | Poveznica                                                                    |
| ------------------------------------------------------------------------- | -------------- | ------------------------------------------- | ---------------------------------------------------------------------------- |
| Gospa s Djetetom i četiri sveca                                           | 1520. – 1530.  | Metropolitan, New York                      |                                                                              |
| Portret dva prijatelja                                                    | oko 1522.      | Fundacija Giorgio Cini, Venecija            |                                                                              |
| Madona s Djetetom i dva sveca (Bronzino?)                                 | oko 1522.      | Uffizi, Firenca                             | Arhivirana inačica izvorne stranice od 7. prosinca 2005. (Wayback Machine)   |
| Sveta obitelj sa sv. Ivanom                                               | 1522. – 1524.  | Ermitaž, Sankt-Peterburg                    | Arhivirana inačica izvorne stranice od 29. listopada 2005. (Wayback Machine) |
| Sveta obitelj sa sv. Ivanom                                               | 1522. – 1524.  | Ermitaž, Sankt-Peterburg                    | Arhivirana inačica izvorne stranice od 29. listopada 2005. (Wayback Machine) |
| Gospa s Djetetom i sv. Ivanom {atribuirana Rosso Fiorentino)              | 1523. – 1525.  | Uffizi, Firenca                             |                                                                              |
| Molitva u Getsemanskom vrtu (kopija od Jacopo da Empoli)                  | 1523. – 1525.  | Certosa di Galluzo                          | Arhivirana inačica izvorne stranice od 29. prosinca 2005. (Wayback Machine)  |
| Put na Kalvariju                                                          | 1523. – 1525.  | Certosa di Galluzo                          | Arhivirana inačica izvorne stranice od 5. veljače 2009. (Wayback Machine)    |
| Krist pred Pilatom                                                        | 1523. – 1525.  | Certosa di Galluzo                          | Arhivirana inačica izvorne stranice od 7. prosinca 2005. (Wayback Machine)   |
| Polaganje ui grob                                                         | 1523. – 1525.  | Certosa di Galluzo                          |                                                                              |
| Uskrsnuće                                                                 | 1523. – 1525.  | Certosa di Galluzo                          | Arhivirana inačica izvorne stranice od 5. veljače 2009. (Wayback Machine)    |
| Večera u Emmausu                                                          | 1525.          | Uffizi, Firenca                             | Arhivirana inačica izvorne stranice od 31. listopada 2005. (Wayback Machine) |
| Studija kartuzijanskog svećenika (crtež)                                  | 1525.          | Uffizi, Firenca                             |                                                                              |
| Madona s Djetetom i dva anđela                                            | 1525.          | San Francisco muzej umjetnosti              | Arhivirana inačica izvorne stranice od 29. rujna 2007. (Wayback Machine)     |
| Portret mladića u rozom                                                   | 1525. – 1526., | Pinacoteca Communale, Lucca.                |                                                                              |
| Oltar sv. Julija, Boldrone, Raspelo s Gospom, sv. Ivanom i sv. Augustinom | 1525. – 1526.: | Accademia, Firenca                          |                                                                              |
| Rođenje sv. Ivana Krstitelja                                              | 1526.          | Uffizi, Firenca                             |                                                                              |
| Sv. Ivan pustinjak                                                        | 1526. – 1527.  | Landesmuseum, Hannover.                     |                                                                              |
| Madona s Djetetom i sv. Ivanom (Bronzino?)                                | 1526. – 1528.  | Palazzo Corsini, Firenca.                   |                                                                              |
| Madona s Djetetom i sv. Ivanom                                            | 1527. – 1528.  | Uffizi, Firenca                             | Arhivirana inačica izvorne stranice od 26. listopada 2005. (Wayback Machine) |
| Matej, Luka i Ivan (Marka naslikao Bronzino)                              | 1525. – 1526.  | Santa Felicita, Kapela Capponi, Firenca.    |                                                                              |
| Prenošenje Krista                                                         | 1526. – 1528.  | Santa Felicita, Kapela Capponi, Firenca.    |                                                                              |
| Navještenje                                                               | 1527. – 1528.  | Santa Felicita, Kapela Capponi, Firenca.    |                                                                              |
| Portret Francesce Capponi kao sv. Marije Magdalene                        | 1527. – 1528.  | Whitfield Fine Art, London.                 | Arhivirana inačica izvorne stranice od 15. kolovoza 2007. (Wayback Machine)  |
| Vizitacija                                                                | 1528. – 1529.  | Crkva sv. Franje i sv. Mihovila, Carmignano |                                                                              |
| Madona s Djetetom, sv. Anom i četiri sveca                                | 1528. – 1529.  | Louvre, Pariz.                              |                                                                              |
| Jedanaest tisuća mučenika                                                 | 1529. – 1530.  | Pitti, Firenca                              |                                                                              |

### Kasni radovi (poslije 1530.)
| Slika                                                        | Datum             | Mjesto                               | Poveznica                                                                  |
| ------------------------------------------------------------ | ----------------- | ------------------------------------ | -------------------------------------------------------------------------- |
| Mučeništvo sv. Mauricija i legija Tebe (Pontormo & Bronzino) | 1531.             | Uffizi, Firenca                      |                                                                            |
| Noli me Tangere (Bronzino?)                                  | 1531.             | Casa Buonarroti, Firenca             |                                                                            |
| Portret dame sa psićem, (Bronzino?)                          | 1532. – 1533.     | Städelsches Kunstinstitut, Frankfurt |                                                                            |
| Venera i Kupid                                               | 1532. – 1534.     | Accademia, Firenca                   |                                                                            |
| Portret Alessandra de' Medici                                | oko 1534. – 1535. | Philadelphia                         |                                                                            |
| Portret Alessandra de' Medici                                | oko 1534. – 1535. | Chicago                              |                                                                            |
| Adam i Eva                                                   | 1535.             | Uffizi, Firenca                      |                                                                            |
| Studija za tri gracije (crtež)                               | 1535.             | Uffizi, Firenca                      |                                                                            |
| Portret Halebardista                                         | 1537.             | Getty, Los Angeles                   | Arhivirana inačica izvorne stranice od 3. siječnja 2006. (Wayback Machine) |
| Portret Niccola Ardinghellija                                |                   | Nacionalna galerija, Washington D.C. | Arhivirana inačica izvorne stranice od 28. rujna 2007. (Wayback Machine)   |
| Portret Marije Salviati                                      | 1543. – 1545.     | Uffizi, Firenca                      |                                                                            |
| Scena žrtvovanja                                             | oko 1545.         | Capodimonte muzej, Napulj            |                                                                            |
| Moja knjiga (Pontormov dnevnik)                              | 1554. – 1556.     | Nacionalna knjižnica, Firenca        |                                                                            |
| Portret Pontorma (Bronzino)                                  |                   |                                      |                                                                            |
| Sv. Franjo (crtež)                                           |                   | Boston                               | Arhivirana inačica izvorne stranice od 17. ožujka 2006. (Wayback Machine)  |
| Sv. Lovro (skice za fresku)                                  |                   |                                      |                                                                            |

## Vanjske poveznice
- Pontormove slike, crteži i ilustracije.
- Giorgio Vasarijevi Životi (English)
- Pontormov dnevniik iz 1554.  Arhivirana inačica izvorne stranice od 27. travnja 2007. (Wayback Machine)
- Freske u crkvi San Lorenzo.  Arhivirana inačica izvorne stranice od 10. rujna 2006. (Wayback Machine)